# Комондор
Комондор («куманський (половецький) собака») — порода вівчарок. Її розміри, які візуально збільшуються завдяки шерсті, вражають. Однак це досить розумна і врівноважена тварина. Також — половецька вівчарка, українська вівчарка, угорська вівчарка.

## Походження породи
Собаки породи комондор були завезені в Європу половцями (куманами). Його розповсюдження по всьому світу почалося в 1920 році, коли собак цієї породи почали показувати на виставках. Їх використовували для охорони стад овець від вовків. Угорська вівчарка — дуже смілива тварина, яку досить легко навчати й дресувати.

## Зовнішність
Цей «король угорських вівчарок» є одним з найбільших собак у світі, зріст у чубку в самців становить понад 80 см, а довга біла шерсть, згорнута в оригінальні шнурки, робить собаку ще більш масивною і значною[прояснити: ком.].

## Характер
Пес слухняний і поважає свого власника, бездоганний охоронець довіреного йому гурту тварин від вовків і ведмедів. За декілька хвилин комондор може здобути перемогу навіть над супротивником, що переважає силою. За спостереженнями Л. Смичиньського (1970), комондор атакує з люттю, яку сторонній може пом'якшити лише відсутністю всякого опору.

## Використання
Комондор  має природний інстинкт охоронця домашньої худоби. Атлетичний, швидкий і сильний, він здатен стрибає на хижаків, щоб збити з ніг або відігнати його. Може бути використаний для охорони отари овець від вовків або ведмедів. Густа шерсть, забезпечує захист від диких тварин, несприятливої погоди та рослинності, а її схожість з овечою надає собаці перевагу у маскуванні, дозволяючи легко змішуватися з отарою.

## Догляд за комондорами
При утриманні комондора необхідний спеціальний догляд за його шерстю, довжина якої може досягати майже метра. Вона не підлягає розчісуванню, але, у міру зростання пасма, що сформувалися, необхідно розділяти, щоб шерсть не звалювалася. У весняний та осінній періоди собака линяє, але шерсть випадає в невеликій кількості та практично не дає запаху, навіть після потрапляння собаки під дощ.
Годувати цього собаку нескладно. Вони досить невибагливі і їдять зовсім небагато, трохи більше ніж 1 кг корму в день[джерело?].